# Арбенін Вадим Андрійович
Вадим Андрійович Арбе́нін (рос. Вадим Андреевич Арбенин; нар. 4 квітня 1895, Владикавказ — пом. липень 1989, Київ) — російський і український радянський актор театру. Заслужений артист УРСР з 1956 року.

## Біографія
Народився 23 березня [4 квітня] 1895 року в місті Владикавказі (нині Північна Осетія, Росія). 1915 року закінчив Московський університет, театральну студію Костянтина Станіславського і Володимира Немировича-Данченка. Воював у Першій світовій війні у складі Російської імператорської армії.
Грав у театрах різних театрах Москви, театрах Баку, Краснодара, Тбілісі, Владикавказу, з 1933 року у Криму. З 1934 року актор Дніпропетровського російського театру імені Горького, з 1937 року — актор Харківського театру російської драми.
Під час німецько-радянської війни був учасником фронтових бригад, виступав у Севастополі з читацькими програмами. У 1943—1946 роках — актор Кримського російського драматичного театру, у 1946—1975 роках (з перервою) працював Кримській філармонії. Протягом 1950—1962 років — актор Ізмаїльського російського драматичного театру імені Тараса Шевченка. Помер у Києві у липні 1989 року.

## Творчість
Виконав ролі:
- Хлестаков («Ревізор» Миколи Гоголя);
- Мишкін («Ідіот» за Федором Достоєвським);
- Нагульнов («Піднята цілина» за Михайлом Шолоховим).

Автор концертних програм за творами Антона Чехова, Максима Горького, Сергія Єсеніна, Володимира Маяковського та інших авторів.